# Hornosázavská pahorkatina
Pogórze Górnosazawskie, (czes. Hornosázavská pahorkatina) – mezoregion w obrębie Masywu Czeskiego, leżący w północnej części Wyżyny Czeskomorawskiej, w północno-zachodniej części Masywu Czeskomorawskiego (czes. Českomoravská vrchovina). Położony jest w centralnej części Czech, na południowy wschód od Pragi.
Jest to kraina pagórkowata i równinna, zajęta przez pola uprawne i łąki. Jej powierzchnia wynosi 1.869 km², średnia wysokość 463 m n.p.m., a najwyższym wzniesieniem jest Roudnice (661 m n.p.m.), leżący na Pogórzu Hawliczkobrodskim, niedaleko od miejscowości Havlíčkova Borová.
Pogórze Górnosazawskie zbudowane jest z granitu i skał metamorficznych, przykrytych osadami kredowymi i neogeńskimi.
Leży w dorzeczu Sázavy, dopływu Wełtawy.
Graniczy na północy z Płytą Środkowołabską (czes. Středolabská tabule), na północnym wschodzie z Górami Żelaznymi (czes. Železné hory), na wschodzie, na krótkim odcinku, z Wyżyną Górnoswratecką (czes. Hornosvratecká vrchovina), na południowym wschodzie z Wyżyną Krzyżanowską (czes. Křižanovská vrchovina), na południowym zachodzie z Wyżyną Krzemesznicką (czes. Křemešnická vrchovina) i Wyżyną Wlaszimską (czes. Vlašimská pahorkatina), na zachodzie, na krótkim odcinku, z Wyżyną Beneszowską (czes. Benešovská pahorkatina).

## Podział
Pogórze Górnosazawskie:
- Równina Kutnohorska (czes. Kutnohorská plošina)
  - Pogórze Maleszowskie (czes. Malešovská pahorkatina)
  - Pogórze Golczojenikowskie (czes. Golčojeníkovská pahorkatina)
  - Rów Doubrawski (czes. Doubravská brázda)

- Pogórze Swietelskie (czes. Světelská pahorkatina)
  - Pogórze Czestińskie (czes. Čestínská pahorkatina)
  - Pogórze Trzebiecińskie (czes. Třebětínská pahorkatina)

- Pogórze Hawliczkobrodskie (czes. Havlíčkobrodská pahorkatina)
  - Pogórze Chocieborskie (czes. Chotěbořská pahorkatina)
  - Pogórze Przybysławskie (czes. Přibyslavská pahorkatina)
  - Rów Darski (czes. Dářská brázda)
  - Grzbiet Sobiniowski (czes. Sobíňovský hřbet)

- Rów Jihlawsko-Sazawski (czes. Jihlavsko-sázavská brázda)
  - Pogórze Pohledskie (czes. Pohledská pahorkatina)
  - Niecka Dobronińska (czes. Dobronínská pánev)
  - Próg Beranowski (czes. Beranovský práh)
  - Obniżenie Jeclowskie (czes. Jeclovská sníženina)
  - Kotlina Jihlawska (czes. Jihlavská kotlina)
  - Stopień Sztocki (czes. Štocký stupeň)

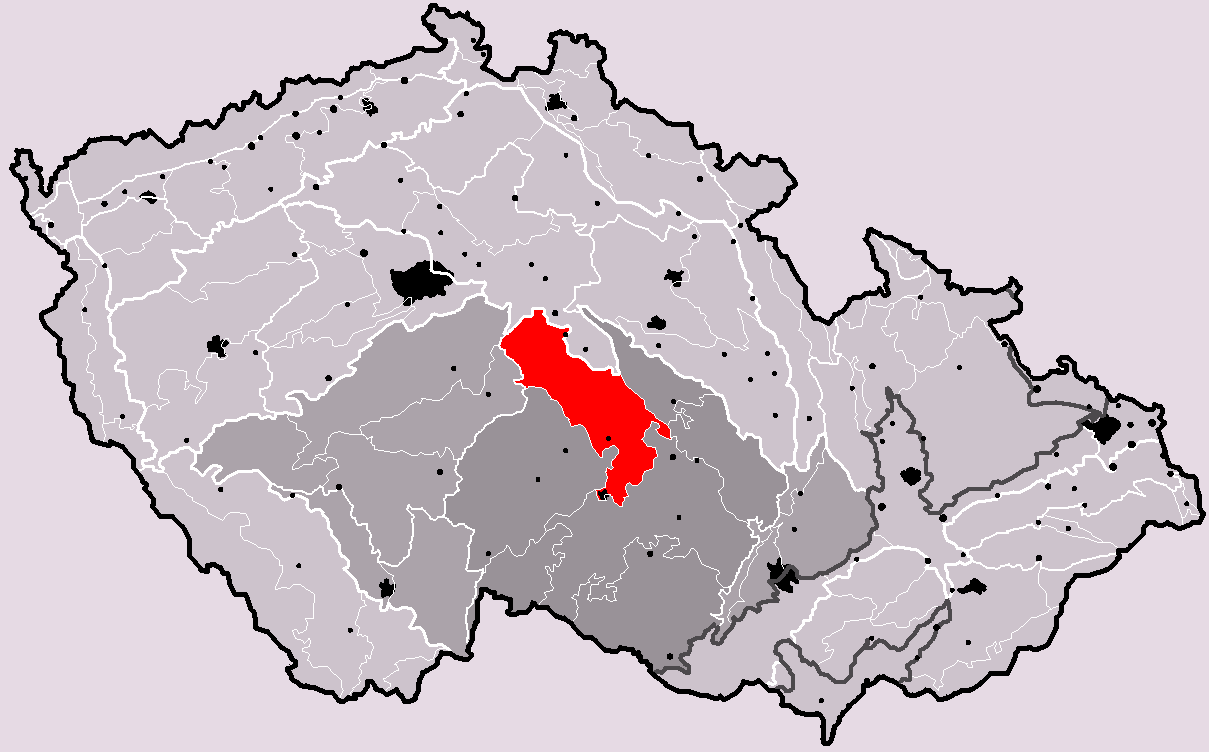
Położenie Pogórza Górnosazawskiego